# Karen Fisher
Karen Fisher, pseudonimo di Cassandra Falsetti (Portland, 26 ottobre 1976), è un'attrice pornografica e regista statunitense.

## Biografia
Karen Fisher è nata a Portland, nell'Oregon. Iniziò la sua carriera nel porno nel 2002 all'età di 26 anni, lavorando con Dogfart, Digital Sin, Elegant Angel, Venus Girls Productions, Lethal Hardcore, Score e Evil Angel.

## Filmografia
- All Natural 12 (2002)
- Double Air Bags 9 (2002)
- Double D Dolls 2 (2002)
- Eye Contact 18 (2002)
- Heavy Handfuls 1 (2002)
- Double Air Bags 12 (2003)
- Handjobs Across America 5 (2003)
- Just Juggs (2003)
- Things Mommy Taught Me 2 (2003)
- Porno Dan's Freakness (2004)
- Ripe 25: Monika Mayhem (2004)
- Supersize Tits 5 (2004)
- Little Naturals 1 (2005)
- My Neighbors Daughter 8 (2005)
- Score: Sexplosion (2006)
- Sexy Karen (2007)
- Yummy (2007)
- Big Tit Tune Up (2008)
- San Francisco (2008)
- Tip (2008)
- Big Tits Boss 8 (2009)
- Blacks on Cougars 10 (2011)
- Breast of Scoreland 2 (2011)
- Clean My Ass 1 (2011)
- Cougars In Heat 5 (2011)
- Fuck My Mom and Me 16 (2011)
- I Came In My Pants (2011)
- Independence Day Debauchery (2011)
- Matrimonial Mother Fuckers (2011)
- Milf Academy (2011)
- MILF Hunter 23 (2011)
- MILF Magnet 6 (2011)
- MILF's from the Third Dimension (2011)
- Mothers Teaching Daughters How To Suck Cock 10 (2011)
- Regarding Jenny 2 (2011)
- Score TV Holiday Edition (2011)
- Shawn Fucks 3 Sexy Sluts (2011)
- Titterific 9 (2011)
- Your Mom Tossed My Salad 8 (2011)
- Ass Parade 39 (2012)
- Busty Cock Worshippers 3 (2012)
- Cougar Sex Club 4 (2012)
- Cougar Sex Club 5 (2012)
- Cuckold Honeymoon (2012)
- Desperate Mothers and Wives 11 (2012)
- Femdom Ass Worship 14 (2012)
- It's Okay She's My Mother In Law 9 (2012)
- Kink MILFs On Innocent Teens (2012)
- Mommy Blows Best 13 (2012)
- My Girlfriend's Hot Mom 2 (2012)
- Pegging: A Strap on Love Story 5 (2012)
- Score Threesomes 1 (2012)
- Sexy Big Titty Secretarys (2012)
- Shock Cock Handjobs (2012)
- Sybian Sluts: They Cum Every Time (2012)
- That Cougar Fucks Like an Animal 4 (2012)
- View To A MILF (2012)
- White Booty Clappin' Super Freaks 1 (2012)
- "D" Licious 3 Sums (2013)
- 1-800-Dial-A-Dick 1 (2013)
- Alexis Likes Girls Too 2 (2013)
- Big Titty Lesbians 3 (2013)
- Busty Blonde Karen Fisher Get Fucked in Her Office (2013)
- Busty Karen Fisher Gets Fucked in Her Fishnets (2013)
- Cuckold Stories 9: MILF Edition (2013)
- Double Header Cock Fight (2013)
- Hot Threesome With Samantha 38G and Karen Fisher Tagteaming A Lucky Cock (2013)
- How My Bully Banged My Mom (2013)
- I Wanna Be A Porn Star (2013)
- Mean Cuckold 2 (2013)
- Midwest Pussy Fest (2013)
- MILF Explosion (2013)
- MILF Inc.: Power By Pussy (2013)
- MILFs Like It Black 12 (2013)
- Moms Bang Teens 2 (2013)
- Mother and Daughter Cocksucking Contest 3 (2013)
- POV Jugg Fuckers 5 (2013)
- Samantha 38G and Friends 2 (2013)
- Seduced by a Cougar 24 (2013)
- Sexy MILF Loving (2013)
- Slutty Aunt Karen (2013)
- Titty Creampies 5 (2013)
- Vagina Whisperer: All Girl Orgies (2013)
- Women Tribbing Teens 2 (2013)
- 2 Chicks Same Time 16 (2014)
- 2 Heads Are Better Than 1: Episode 3 (2014)
- Caged and Cucked (2014)
- Cougar Seeks Stud 2 (2014)
- Cougars Crave Young Kittens 13 (2014)
- Couples Seek Third 2 (2014)
- Fem-Dommy Mommy (2014)
- Hypno Tits 2 (2014)
- Lesbian Psycho Dramas 14 (2014)
- MILF Mann 3 (2014)
- MILF Monster (2014)
- MILF Soup 34 (2014)
- MILF Villains Shay Fox and Karen Fisher Bring Down Captain Usa (2014)
- Mommy Blows Best 22 (2014)
- Mommy Knows Best 11 (2014)
- Mother-Daughter Exchange Club 31 (2014)
- My Friend's Hot Mom 40 (2014)
- Sara Jay Loves White Chicks and Black Dicks (2014)
- Shane Diesel F'd My Wife (2014)
- Slob On My Knob (2014)
- Slumber Party 29 (2014)
- Slutty Threesomes (2014)
- Thick and Juicy 1 (2014)
- Tit Fucking Mrs. Fisher (2014)
- Way Over 40 (2014)
- Your Mom Tossed My Salad 14 (2014)
- Black Cocks Blonde Sluts (2015)
- Busty MILF vs Legendary GILF Over A Big Dick (2015)
- Face Sitting Bubble Butts 2 (2015)
- Femdom Freaks 2 (2015)
- Lesbian Guilty Pleasures 3 (2015)
- Mature Sluts (2015)
- Mean Bitches POV 11 (2015)
- Mean MILF Ends Her Evening Jerking Off A Big Dick (2015)
- Modern Milfs 2 (2015)
- Mommy's Back 2 (2015)
- Mother-Daughter Exchange Club 38 (2015)
- POV Cock Jerkers (2015)
- Princess (2015)
- Seduced by a Cougar 38 (2015)
- Shades of Desire (2015)
- VIP Stripper Sex 2 (2015)
- Big Boob Blonde Karen Fisher Knows Just Want You Like (2016)
- Big Titty Mamas 2 (2016)
- Bra Busting Lesbians 4 (2016)
- Home Invasion (2016)
- Boobs 4 (2016)
- Karen Helps Alura Get Laid in Vegas (2016)
- Mean Amazon Bitches 6 (2016)
- Monster Curves 33 (2016)
- Mother-Daughter Exchange Club 44 (2016)

## Riconoscimenti
- 2015 – AVN Awards
  - Candidatura a Hottest MILF (Premio dei fan)[2]
- 2016 – AVN Awards
  - Candidatura a Hottest MILF (Premio dei fan)[3]
  - Candidatura a Social Media Star (Premio dei fan)[4]